# Gerhard Lieb
Gerhard Lieb (17 agosto 1964) è un ex sciatore alpino austriaco.

## Biografia
Specialista delle prove tecniche originario di Weerberg, Lieb debuttò in campo internazionale in occasione dei Mondiali juniores di Auron 1982; nella stagione 1984-1985 in Nor-Am Cup si piazzò 3º nella classifica generale e 2º in quella di slalom gigante, mentre in Coppa Europa nella stagione 1985-1986 fu 6º nella classifica generale. Ottenne l'unico piazzamento a punti in Coppa del Mondo il 19 marzo 1986 a Lake Placid in slalom gigante (13º), suo ultimo risultato internazionale; non prese parte a rassegne olimpiche né ottenne piazzamenti ai Campionati mondiali.

## Palmarès

### Coppa del Mondo
- Miglior piazzamento in classifica generale: 103º nel 1986

### Coppa Europa
- Miglior piazzamento in classifica generale: 6º nel 1986

### Nor-Am Cup
- Miglior piazzamento in classifica generale: 3º nel 1985[2]

### Campionati austriaci
- 2 medaglie[1]:
  - 1 oro (slalom speciale nel 1985)
  - 1 argento (slalom gigante nel 1986)